# Tonica sol-fa
Tonic Sol-fa (Inglaterra) ou Tonika Dó (Alemanha) ou Dó Móvel é um método de ensino em que se usa um tipo de notação voltado para facilitar a leitura. Esse método feito para canto coral passou por vários educadores incluindo Rousseau, Curwey, Glover, Kodaly, Villa-Lobos. 

## A criação
Surgiu primeiramente pelo nome de sistema Rousseau-Galin-Paris-Chevé por reunir as formas de pensar de cada educador. Só assumiu o nome de tonic sol-fa quando foi adaptado por Sarah Glover e John Curwey na Inglaterra de forma que ficou popular podendo alcançar posteriormente a Alemanha graças a Agnes Hundoegger (1859-1927) pelo nome de Tonika-Do. Mais tarde, já no final do século XIX a musicista americana Justine Ward (1879-1975) levou este método para os Estados Unidos e Bélgica a fim de utilizá-lo nos seus trabalhos com canto gregoriano.

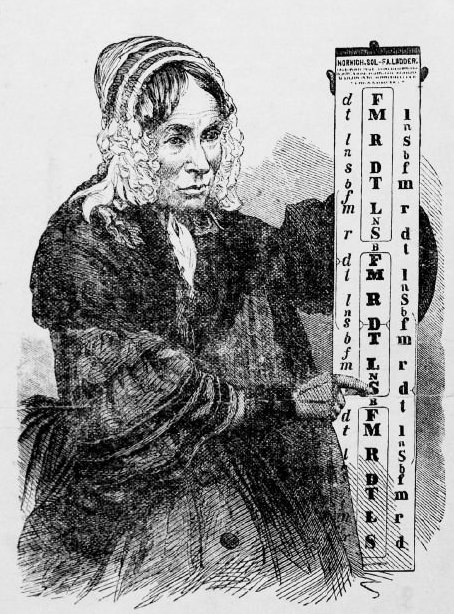
Sarah Ann Glover

Com a utilização deste, não era mais preciso ficar se preocupando em ensinar a ler partitura logo de início. Agora só era preciso mostrar a ordem das notas nos graus das escalas, porém a nomenclatura continuaria igual a escala de dó. Por isso o nome Dó móvel surgiu ,já que pela sequencia de notas da escala de dó maior era possível fazer qualquer outra escala mudando apenas o tom da voz e deixando a nomenclatura a mesma para todas. Isso facilitou muito a aprendizagem dos alunos de Zoltán Kodály e Heitor Villa-Lobos, por exemplo.

## Em ação
No começo pensou-se o mesmo que Rousseau de usar os números para facilitar a leitura da notação (1-2-3-4-5-6-7; referentes aos 7 graus da escala). Mas, posteriormente, Sarah Ann Glover pensou em uma forma de facilitar para seus trabalhos no canto gregoriano. Partindo do sistema de solmização, ela usou das iniciais de cada sílaba que representa as notas musicais nesse sistema. Desse modo Dó, Ré Mi, Fa, Sol, Lá e SI se tornaram D, R, M, F, S, L, T, sendo que a sílaba si foi substituída por Ti para não haver confusão com a nota sol que também tem inicial S). 
Utilizava-se este tipo de recurso para manter sobre a mesma escrita diferentes tonalidade, ou seja, Dó, Ré Mi, Fa, Sol, Lá, Si, iriam se cantados em todos os momentos em que estivesse escrito sua respectiva inicial. A tonalidade era dada pela voz do regente e assim ele mostrava qual nota seria o “Dó” e a partir dela entoariam os demais intervalos da melodia em relação ao "Dó". Nas palavras de Freire, “O sistema de solfejo por intervalos baseia-se na fixação de intervalos específicos e na análise de sequências de intervalos para a posterior execução musical”. 

### Manossolfa

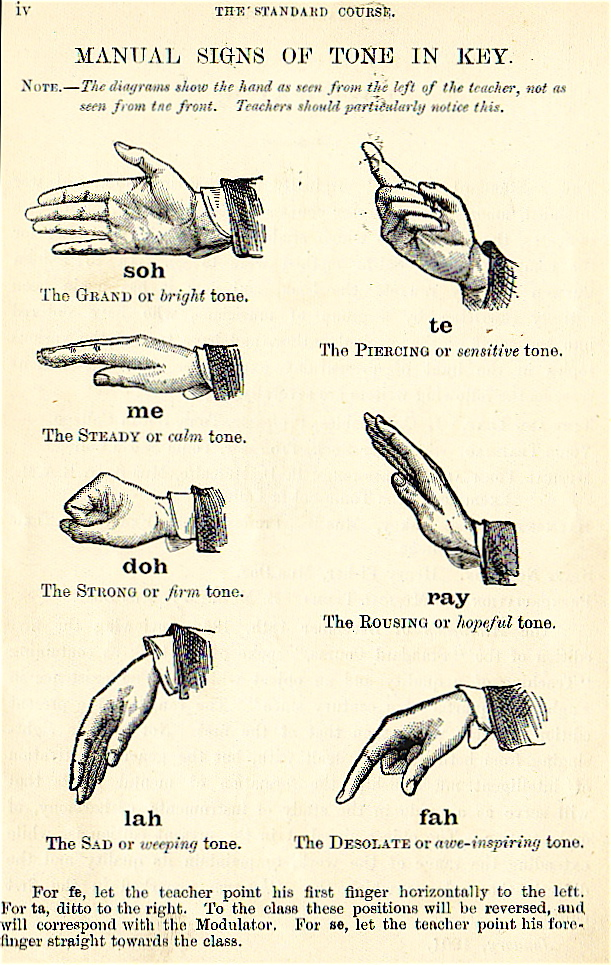
O manossolfa de John Curwen

Outra forma de empregar o tonic sol-fa é através da manossolfa, sistema de comunicação musical que emprega sinais manuais para designar os diferentes graus da escala. Era utilizada como uma forma do regente executar o método tonic sol-fa sem precisar de uma escrita musical específica, sendo necessário apenas o movimento das mãos. Zoltán Kodály e Heitor Villa-Lobos adaptaram esse método e usaram em conjunto a manosolfa para que não houvesse a necessidade da escrita apenas a identificação dos símbolos feitos com as mãos.  
A manosolfa foi implantada por John Curwen no método de Sarah Glover sem o consentimento dela para que pudesse ter um melhor desenvolvimento com os alunos (o que gerou conflito entre os dois). Posteriormente foi aproveitado por Zoltán Kodály e Heitor Villa-Lobos que atuaram na mesma época em países diferentes (Kodály na Hungria e Villa-Lobos no Brasil).
Categoria:Educação musical